# Landgericht Burgau
Das Landgericht Burgau war ein von 1808 bis 1879 bestehendes bayerisches Landgericht (älterer Ordnung) mit Sitz im schwäbischen Burgau.

## Geschichte
Im Jahr 1804 wurde die bayerischen Landgerichte Wettenhausen und Ursberg und 1806 das Landgericht Günzburg errichtet. Nachdem 1806 auch die Markgrafschaft Burgau an Bayern gekommen war, wurde 1808 der Sitz des Landgerichts Wettenhausen nach Burgau verlegt. Das Landgericht Burgau gehörte zum Oberdonaukreis, das Landgericht Günzburg zum Illerkreis. Ab 1817 gehörten die Landgerichte zum Oberdonaukreis (ab 1838 Schwaben und Neuburg, später nur noch Schwaben). Das Bezirksamt Günzburg wurde im Jahr 1862 durch den Zusammenschluss der Landgerichte älterer Ordnung Burgau und Günzburg gebildet und übernahm die Verwaltungsaufgaben der Landgerichte. Die Landgerichte als Gerichtsbehörden blieben bis zur Einführung der Amtsgerichte durch das Gerichtsverfassungsgesetz 1879 bestehen.
Der Landgerichtsbezirk Burgau umfasste die Gemeinden Burgau, Burtenbach, Deubach, Dürrlauingen, Ebersbach, Egenhofen, Eichenhofen, Ettenbeuren, Freihalden, Glöttweng, Goldbach, Großanhausen, Hafenhofen, Haldenwang, Hammerstetten, Jettingen, Kemnat, Kleinbeuren, Konzenberg, Landensberg, Limbach, Mindelaltheim, Mönstetten, Oberknöringen, Oberwaldbach, Ried, Röfingen, Roßhaupten, Scheppach, Schnuttenbach, Schönenberg, Unterknöringen, Unterrohr, Waldkirch und Wettenhausen.